# 南山經
《南山經》，为《山海經》山部的第一部，其中描述書中南山部份的各種山脈、流水、鳥獸、礦物與神祇。
此卷包括《南山首經》、《南次二經》、《南次三經》，分别讲述䧿山山系、柜山山系、天下虞山系，一共囊括描述了四十座山及其經流的水源等，行程达一万千三百八十里。此外，作為一部充滿神話色彩的地理和禮儀古籍，此卷中描述的一些神祇包括鳳凰、九尾狐等，都深深地影響到此後數千年的東亞文化圈中國家的禮儀和文化。

## 首經
这一列山系中，从西面招摇山到东头的箕尾山，共十座山，行程二千九百五十里。这十座山，山神的样子都是龙头鸟身。祭祀这些山神的仪式如下：用带毛的动物和一片玉璋，先祭后埋；祭神的米用糯米；祭品都放在白茅席上。

### 招搖山
南山經的佈局為自西向東敘述，䧿山山系為始，首山稱之為招搖之山，坐落於西海北岸，山上多有桂樹，山中蘊藏豐富金石礦物。山中有一種稱為“祝餘”的草本，形状如韭菜，可用于充饥。山上有一種樹，名為“迷穀”，樣子像構樹，但有黑色紋理，其花朵光芒照四方；佩戴不会迷路。山中有一種叫“狌狌”的獸類，性状如禺（一种兽）而有白色耳朵，行走如人。食之后有利健行。丽𪊨之水发源于招摇山，向西流注入西海。丽𪊨水中有一种叫做育沛的东西，佩带着它，就不会有痢疾等腹病。

### 堂庭山
从招摇山向东三百里，为堂庭山。山上有很多棪树，棪树像沙果树，果子成熟后为红色，可以食用。山上还有很多白猿，还出产水晶和黄金。

### 猨翼山
从堂庭山向东三百八十里，为猨翼山。山上有许多怪兽，溪流中有许多怪鱼。山上多产白玉，有许多蝮虫和怪蛇，还有许多怪树。此山凶险，难以攀登。

### 杻陽山
从猨翼山向东三百七十里，为杻陽山。山南多产铜，山北多产银。山上有一种叫“鹿蜀”的神兽，形状像马，但是头部为白色，纹理如同虎，尾巴为红色，声音如同歌谣。佩戴其皮毛，可使子孙昌盛。怪水发源于杻阳山，向东流注入宪翼水。怪水里有很多称之为“旋龜”的黑龟，形状如同龜類，但長着鳥首蛇尾，其叫聲如同敲打木樁。人們佩戴它后不會耳聾，可以治療腳茧。

### 柢山
从杻阳山向东三百里，为柢山。山中溪流密布，草木稀疏。溪流中有一种鱼，樣子如牛，住在岸上，尾巴像蛇，腋下有鳍，鳍如鸟翅，叫声像瘤牛，它称作鯥，冬天蛰伏穴中，春天又出来活动。吃了它的肉后，不会得痈肿病。

### 亶爰山
从柢山向东四百里，为亶爰山。山中溪流密布，草木稀疏。此山难以攀登。山上有一種野獸，樣子如同狸貓，脖子上長有鬃毛，称作類，雌雄同体。吃了此肉后的人不會生妒忌心。

### 基山
从亶爰山向东三百里，是基山。山南多产玉石，山北多生怪树。基山上有一種獸類，樣子如羊，長著九條尾巴、四隻耳朵，眼睛長在背上，名字為猼訑，佩戴它的毛髮即可變得無所畏懼。基山上有一種鳥，樣子像雞，長有三個頭、六只眼睛、六條腿和三只翅膀，它的名稱為“𪁺𩿧”，吃了它的肉后會興奮無法入睡。
　　

### 青丘山
从基山向东三百里，为青丘山。山南多出玉石，山北多产青雘。山上有一種獸類叫九尾狐，其狀如狐，張有九條尾巴，叫聲如嬰兒，能吃人。人吃了它后可以辟邪。山上有一種鳥，樣子如同布穀鳥，叫聲如同人互相呼喊，名稱灌灌，佩戴它的羽毛后不會被迷惑。英水发源于青丘山，向南流注入即翼泽。英水之中，多產赤鱬，其形狀如同魚，面部如同人臉，叫聲如鴛鴦，吃了它后可以不生疥瘡。

### 箕尾山
从青丘山向东三百五十里，是箕尾山。山尾坐落在东海岸边，上面多沙子和砾石。汸水发源于箕尾山，向南流注入淯水。汸水之中，多产白玉。

## 南次二經
《南次二經》中描述的是柜山山系，此山系从西往东，位于第一列山系（䧿山山系）之南。从西头的柜山到东头的漆吴山，共十七座山，行程七千二百里。这十七座山，山神的样子皆为龙身鸟首。祭祀这些山神的仪式为：用带毛的动物和一片璧，先祭后埋；祭神需要使用糯米。

### 柜山
西头第一座山叫做柜山，它西面邻接流黄山，北与諸毗山相望，东与长右山相对。英水发源于柜山，向西南流注入赤水。英水之中，多产白玉，多产丹砂。山上有一種獸類，形狀如小豬，聲音如同犬吠，名稱貍力。它的出現預示當地郡縣有繁重水木工程。山上有一種鳥類，樣子像貓頭鷹，爪子像人手，聲音如同鵪鶉。其名為鴸，聲音就如同其名字，它出現的郡縣多有才者被放逐。

### 长右山
从柜山向东南四百五十里，是长右山。山上草木稀疏，水流密布。山上有一種獸類，樣子如同猴子，張有四只耳朵，名叫長右，聲音如同人的呻吟聲。它的出現往往預示郡縣會有水災。

### 尧光山
从长右山向东三百四十里，是尧光山。山南多产玉石，山北富含金属矿物。山上有一種獸類，樣子像人類，卻長有猪鬃長毛。它住在洞穴中，冬天蟄伏，名叫猾褢。它的聲音就如同伐木聲，它的出現往往預示當地會有繁重徭役。

### 羽山
从尧光山向东三百五十里，是羽山。山下水流密布，山上雨水丰沛，草木稀疏，多产蝮虫。

### 瞿父山
从羽山向东三百七十里，是瞿父山。山上草木稀疏，富含金属矿物和玉石。

### 句餘山
从瞿父山向东四百里，是句餘山。山上草木稀疏，富含金属矿物和玉石。

### 浮玉山
从句馀山向东五百里，是浮玉山。登山远眺，向北可望具區，向东可望諸毗山。山上有一種獸類，樣子如虎，尾巴又似牛尾，聲音如犬吠，名稱彘，能吃人。苕水发源于浮玉山的北坡，向北流注入太湖。苕水之中，多产鮆魚。

### 成山
从浮玉山向东五百里，是成山。山呈方形，像是用三个坛堆积起来。山为四方有三重。山上富含金属矿物和玉石，山下多产青雘。水发源于成山，向南流注入虖勺，水沙中有黄金。

### 會稽山
从成山向东五百里，是会稽山。山呈四方形，山上富含金属矿物和玉石，山下多产砆石。勺水发源于会稽山，向南流注入湨水。

### 夷山
从会稽山向东五百里，是夷山。山上草木稀疏，沙子、石头却很多。湨水发源于夷山，向南流注入列涂。

### 僕勾山
从夷山向东五百里，是仆勾山。山上富含金属矿物和玉石，山下虽草木茂盛，却没有鸟兽，也无流水。

### 咸陰山
从仆勾山向东五百里，是咸阴山。山上没有草木或流水。

### 洵山
从咸阴山向东四百里，是洵山。山南富含矿产，山北多产玉石。山上有一種獸類，樣子如同羊卻沒有口，此種獸類不可殺，名字叫䍺。洵水发源于洵山，向南流注入閼澤，水中多有芘蠃。

### 虖勺山
从洵山向东四百里，是虖勺山。山上多生梓枏等乔木，山下多生牡荆、枸杞等灌木。滂水发源于虖勺山，向东流注入大海。

### 區吳山
从虖勺山向东五百里，是区吴山。山上没有草木，却有很多沙石。鹿水发源自区吴山，向南流注入滂水。

### 鹿吳山
从区吴山向东五百里，是鹿吴山。山上草木稀疏，多产矿石。泽更水发源于鹿吴山，向南流注入滂水。水中有一種獸類，名叫蠱雕，其樣子像貂，頭上有角，叫聲如嬰兒啼哭，能吃人。

### 漆吳山
从鹿吴山向东五百里，是漆吴山。山上没有草木，而多巨石林立，没有玉石。漆吴山在大海之中，登上山顶，向东遥望丘山，那日光忽明忽暗的地方，就是太阳休息之所。

## 南次三經
《南次三經》描述的是天虞山山系，此山系从西往东，位于第二列（柜山）山系之南。西头第一座山叫做天虞山。山下水流密布，因此难以攀登。自天虞之山以至南禺之山，凡一十四山，六千五百三十里。其祭祀神均为龍身人面。祭祀时，杀一条白狗，将它的血涂抹祭器的缝隙；祭神用米是糯米。

### 禱過山
从天虞山向东五百里，是祷过山。山上富含矿物和玉石，山下多产犀牛、兕和大象。山中有一種鳥類，樣子像魚鵁，頭為白色，有三條腿，人面，名稱瞿如，叫聲如同其名。泿水发源于祷过山，向南流注入大海。泿水之中有虎蛟，身子像魚，尾巴如蛇，叫聲如鴛鴦。吃后不得痈腫病，還可治愈痔瘡。

### 丹穴山
从祷过山向东五百里，是丹穴山；山上富含矿物和玉石。丹水发源自丹穴山，向南流注入渤海。有一種鳥類，樣子如同雞，羽毛絢麗多彩，名稱鳳皇。頭上花紋象徵“德”，翅膀花紋象徵“義”，背上花紋象徵“禮”，胸前花紋象徵“仁”，腹部花紋象徵“信”。這種鳥類，飲食時候鎮定自若，載歌載舞，它的出現預示着天下太平。

### 發爽山
从丹穴山向东五百里，是发爽山。山上没有草木，溪流密布，白猿很多。汎水发源于发爽山，向南流注入渤海。

### 旄山
从发爽山向东四百里，就到了旄山的尾部。山南有一条山谷，叫做育遗谷。谷中多怪鸟，凱風就出自这条山谷。

### 非山
从旄山尾部向东四百里，就到了非山的首部。山上富含矿物和玉石，没有水流，山下有许多蝮虫。

### 陽夾山
从非山之首向东五百里，是阳夹山。山上没有草木，多有溪流。

### 灌湘山
从阳夹山向东五百里，为灌湘山。山上树木丛生，没有草本。林中有许多稀奇鸟类，但没有兽类。

### 雞山
从灌湘山向东五百里，是鸡山。山上富含矿物，山下多产丹雘。黑水发源于鸡山，向南流注入海。黑水流過雞山，在水中有一種稱為鱄魚的魚類，樣子如同蛤蟆而尾巴卻像野豬毛，叫聲如同小豬，它的出現往往預示天下大旱。

### 令丘山
从鸡山向东四百里，是令丘山。山上草木稀疏，多多生野火。山南有一座名为中谷的山谷，條風就出自这条山谷。山中有一種鳥類，樣子如同貓頭鷹，有人面四只眼睛，且有耳朵，其名稱為顒。它的叫聲就像它的名字，它的出現往往預示天下大旱。

### 侖者山
从令丘山向东三百七十里，是仑者山。山上富含矿物和玉石，山下多产青雘。山上有一種樹，其性狀如同構樹，有紅色紋理，其液汁為白色，味道如同麥糖，食后可以禦餓、釋勞，名稱白䓘，還可以用來塗抹玉器破損處。

### 禺槀山
从仑者山向东五百八十里，是禺稾山。山上多生怪兽和大蛇。

### 南禺山
从禺稾山向东五百八十里，是南禺山。山上富含矿物和玉石，山下多有水流。有一个山洞，春季水就会流进去，夏季又流出来，冬季则封闭。佐水发源于此处，向东南流注入海。佐水一带有鳳皇和鵍雛。